# پینونوآر

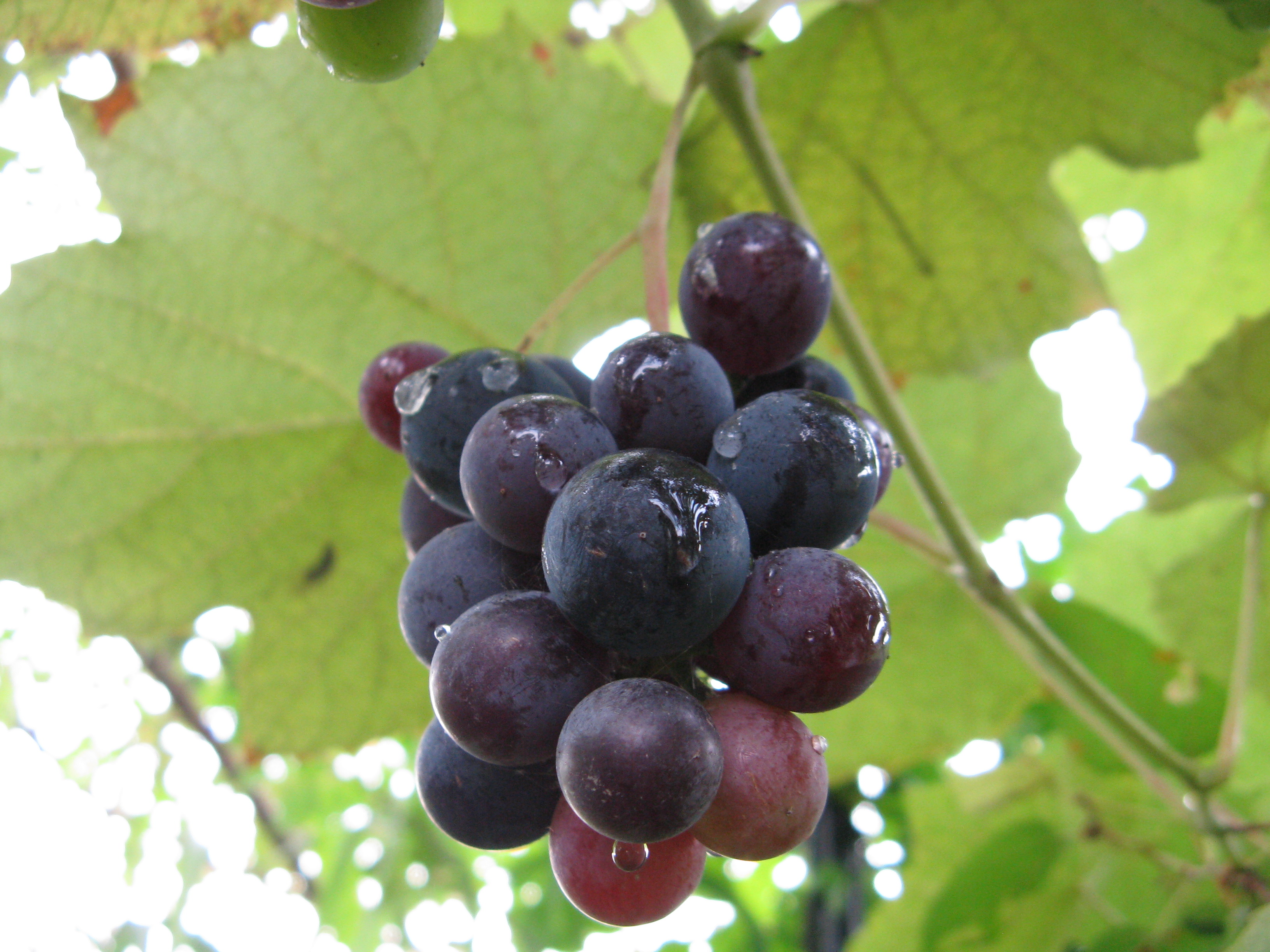
خوشه انگورپینونوآر

پینونوآر (به فرانسوی: Pinot noir) نوعی انگور است که از آن شرابی قرمز به همین نام گرفته می‌شود. این نام از دو واژه فرانسوی به معنای "کاج" و "سیاه " گرفته شده که به شکل مخروطی خوشه ارغوانی رنگ این نوع انگور اشاره دارد. اگر چه این انگور بیشتر در منطقه بورگونی فرانسه شناخته شده‌است، پینونوآر در سراسر جهان به خصوص در مناطق سردسیر رشد می‌کند. در مقایسه با دیگر گونه‌های انگور، کشت و نگهداری و مراحل تبدیل به شراب پینونوآر دشوار است، ولی برخی از بهترین شراب‌های دنیا از این انگور به دست می‌آیند.